# Dinastia Arghun
La dinastia Arghun fou una dinastia d'origen mongol, que va governar sobre part de l'Afganistan als segles XV i XVI i al Sind al segle xvi. Els arghun es divideixen en dos branques: la de Dhu l-Nun Beg Arghun (fins a 1554), i la branca Tarkan de Muhammad Isa Tarkhan (fins a 1591). Els Arghun al·legaven descendència d'Hulagu el primer Il-kan de Pèrsia.

## Els Arghun governadors i sobirans de Kandahar, i sobirans de Kabul
Al final del segle xv el sultà timúrida d'Herat, Husayn Baykara va nomenar Dhu l-Nun Beg Arghun com a governador de Kandahar. Dhu l-Nun Beg no va tardar a actuar com un sobirà independent i va resistir els intents del sultà d'Herat per retornar-lo a l'obediència. El 1479 va començar la seva expansió i es va apoderar les regions muntanyoses de Pishin, Shal i Mustang, part del Balutxistan. El 1485 els seus dos fills, Shah Beg i Muhammad Mukim Khan, es van apoderar de Sibi (Siwi) que pertanyia al sobirà samma Djam Nanda, del Sind, possessions que no van poder conservar.
El 1497 Dhu l-Nun Beg va donar suport a la revolta de Badi al-Zaman, fill del sultà Husayn Baykara. El rebel es va casar amb una filla de Dhu l-Nun Beg, i quan Badi va arribar al tron a Herat (1506) va donar una posició privilegiada al seu sogre. Llavors els uzbeks de Muhammad Shaybani Khan van envair el Khurasan el 1507 i Dhu l-Nun Beg va morir en la batalla de Maručak. El va succeir el seu fill gran Shah Beg que va haver de reconèixer la sobirania del kan uzbek i es va poder mantenir com a vassall a Kandahar Mentre el 1501/1502, Muhammad Mukim Khan va obtenir pacíficament el control de Kabul on regnava l'anarquia després de la mort del timúrida Ulugh Beg, fill d'Abu Said però Babur de Transoxiana no ho va acceptar, va marxar contra Kabul i la va assetjar i conquerir el 1504, i Mukim va haver de fugir amb el seu germà a Kandahar.
L'uzbek Muhammad Shaybani Khan va ser derrotat i va morir a Merv el 1510. Llavors Shah Beg va ser amenaçat per Babur (Baber) de Samarcanda i per Ismail I el safàvida que havia ocupat Herat. Aquest va haver de deixar el front oriental per lluitar contra els otomans, mentre Babur estava disposat a ocupar Kandahar però es va trobar ocupat en intentar reconquerir Samarcanda als uzbeks, coses que van donar a Shah Beg una mica de temps, però veia clar que seria expulsat de Kandahar aviat. Per tant, es va dedicar a consolidar el seu poder al Balutxistan i Sind; en aquest darrer governava ara Djam Firuz de la dinastia samma, fill i successor de Djam Nanda, i el seu poder intern era inestable per les lluites faccionals que hi havia. El 1520 Shah Beg va envair Sind, va derrotar el sobirà i va entrar a la capital Thatta que va saquejar. En el tractat de pau l'alt Sind era cedit a Shah Beg mentre el baix Sind restava en mans dels samma. Aquest acord fou denunciat al cap de molt poc pels sammes, i la guerra es va reprendre, i Shah Beg va obtenir altre cop la victòria. Djam Firuz fou destronat i va fugir al Gujarat i Shah Beg va fundar la dinastia Arghun del Sind.

## Arghun del Sind
El 1522 Babur va conquerir Kandahar després d'un curt setge i Shah Beg es va establir a Bakhar, a la vora de l'Indus. Shah Beg va morir el 1524 i el va succeir el seu fill Shah Husayn. Aquest va fer pronunciar la khutba en nom de Babur i segurament d'acord amb aquest va atacar el reina langah de Multan, ciutat que va capitular després d'un llarg setge el 1528. Shah Husayn i va nomenar un governador i va retornar cap a Thatta. El governador no va tardar a ser expulsat però Husayn no va provar de reprendre la ciutat que va quedar en mans d'un govern independent que no va tardar a reconèixer la sobirania de l'Imperi Mogul que Babur havia fundat el 1526 al conquerir Delhi.
El 1540 Shah Husayn encara governava quan es va presentar al seu regne el successor de Babur, Humayun, expulsat de l'Índia per Sher Shah Suri. Humayun va demanar ajut a Shah Husayn per recuperar el poder però Husayn li va refusar doncs no es volia barrejar amb una guerra amb els suri. Humayun va provar de conquerir Bhakar i Shiwan però no tenia els recursos que calien i va fracassar; Husayn Shah li va permetre pas lliure pel Sind per anar cap a Kandahar, i va sortir el 1543.
Cap al final de la seva el caràcter de Shah Husayn es va fer insuportable; els nobles li va retirar el suport i finalment el 1554 van escollir com a nou sobirà a Mirza Muhammad Isa Tarkhan, que era membre de la branca vella dels arghun. Shah Husayn va morir sense deixar fills el 1556.

### Sultans Arghun
- Mirza Shah Beg (a Kandahar 1507-1522) 1522-1524
- Mirza Husayn Shah Arghun 1524-1554 (+1556)

## Arghun Tarkan del Sind
En contra de Shah Husayn, el nou sobirà Muhammad Isa Tarkhan havia demanat ajut als portuguesos establerts a Vasai. Una força de 700 homes dirigida per Pedro Barreto Rolim va arribar a Thatta el 1555, i va trobar Muhammad Isa ja instal·lat còmodament al tron i sense necessitar la seva ajuda. Els portuguesos van demanar un pagament pel servei que els fou refusat i llavors van saquejar Thatta i van matar a milers de persones.
Muhammad Isa Tarkhan es va enfrontar llavors a un rival que reclamava el tron, Sultan Mahmud Gokaldash. Finalment es va arribar a un acord pel qual Muhammad Isa Tarkhan conservava el baix Sind amb capital a Thatta, i Sultan Mahmud governaria a l'alt Sind amb capital a Bakhar. El 1567 Muhammad Isa Tarkhan va morir i el va succeir el seu fill Muhammad Baki. Poc després, el 1573/1574 l'alt Sind queia en mans de l'emperador Mogul Akbar.
Muhammad Baki es va suïcidar el 1585, i el va succeir el seu fill Djani Beg. El 1591 Akbar va enviar al seu home de confiança el khan khanan Abd al-Rahim Khan l'orde d'annexionar el baix Sind. Djani Beg va intentar resistir però fou derrotat i el seu territori fou annexionat a l'imperi Mogul. El 1599 Djani Beg va morir de delirium tremens.

### Sultans Tarkhan
- Mirza Muhammed Isa Tarkhan 1556-1567
- Mirza Muhammed Baki 1567-1585
- Mirza Djani Beg 1585-1591 (+1599)